# غيلبرت فرازير
غيلبرت فرازير (بالإنجليزية: Gilbert Fraser)‏ هو سياسي أسترالي، ولد في 22 يوليو 1894، وتوفي في 1 نوفمبر 1958.